# Eupithecia laboriosa
Eupithecia laboriosa là một loài bướm đêm trong họ Geometridae.